# Taeniophyllum trachybracteum
Taeniophyllum trachybracteum är en orkidéart som beskrevs av Rudolf Schlechter. Taeniophyllum trachybracteum ingår i släktet Taeniophyllum och familjen orkidéer.
Artens utbredningsområde är Sumatera. Inga underarter finns listade i Catalogue of Life.